# Renilde Corte-Real da Silva

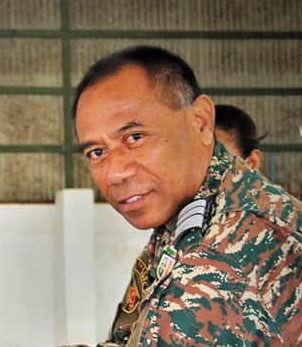
Oberstleutnant Renilde Corte-Real da Silva (2022)

Renilde Guterres Corte-Real da Silva (* 1967 (?)) ist ein osttimoresischer Soldat der Verteidigungskräfte Osttimors (F-FDTL). Er führt derzeit den Rang eines Oberst (Coronel, Stand 2022). Von 2019 bis 2022 war er Kommandeur des Heeres, der Komponente Terreste.

## Werdegang

### Besatzungszeit
Silva stammt aus Ossu. Als 24-Jähriger nahm er am 12. November 1991 an der Demonstration gegen die indonesische Besatzung teil, die vom indonesischen Militär mit dem Santa-Cruz-Massaker zerschlagen wurde. Silva wurde verhaftet. Amnesty International führte ihn im Februar 1992 als politischen Gefangenen. Zur „Umerziehung“ musste Silva für das indonesische Militär Zwangsarbeit leisten. Zunächst wurde er in der Polizeistation des Distrikts Dili gefangen gehalten, dann brachte man ihn und andere Gefangene nach Lautém. Im Distriktsstützpunkt (Kodim) mussten sie ohne Bezahlung tagsüber Gartenbau betreiben und nachts das Lager bewachen.

### Militärkarriere im unabhängigen Osttimor

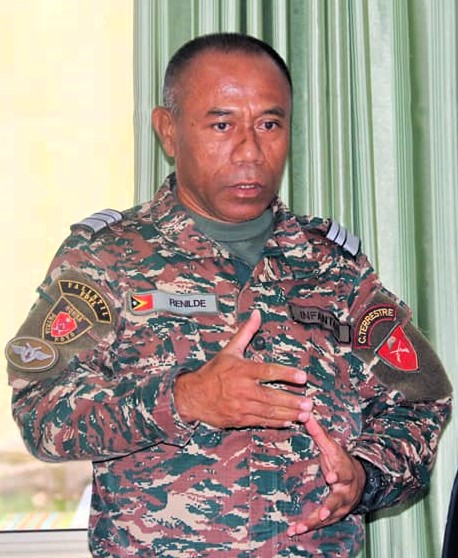
Renilde Corte-Real da Silva (2022)

Am 15. Februar 2011 löste Silva, bisher Mitglied der Landstreitkräfte, Abel da Costa Xavier als Kommandanten der Militärpolizei ab, der auf einen Lehrgang nach Portugal ging. Damit einher ging die Beförderung Silvas vom Hauptmann zum Major. 2013 wurde er zum Kommandanten des Nicolau Lobato Trainingszentrums. 2014 folgte die Beförderung zum Oberstleutnant.
Am 15. Juli 2019 wurde Silva zum Kommandeur der Landstreitkräfte Osttimors ernannt. Das Amt hatte er bis 2022 inne. Silva wurde dann militärischer Stabschef (Chefe de Casa Militar) bei Präsident José Ramos-Horta im Range eines Onersts, aber von Ramos-Horta bereits im September 2022. Ramos-Horta hatte genehmigt, dass seine Berater mit ihren Privatfahrzeuge auf dem Gelände des Präsidentenpalastes parken können. Oberst Silva untersagte aber das Parken und verhinderte, dass die Berater auf das Gelände fahren. Ramos-Horta betonte, dass er der Oberbefehlshaber der Streitkräfte sei und man nicht seine Anordnungen ignorieren dürfe.

## Auszeichnungen
Silva ist Träger des Ordem Lorico Asuwain und Träger der Medalha Halibur.